# James Guthrie
James K.A. Guthrie (født d. 14. november 1953 i London, Storbritannien) er en britisk indspilningstekniker og musikproducer bedst kendt for sit arbejde med det progressive rock-band Pink Floyd, som han har arbejdet for som producer og tekniker siden 1978. I Danmark har han været kendt for at have været producer for Kashmir.